# Wigwam Motel
Le Wigwam Motel est un hôtel américain situé à Holbrook, dans le comté de Navajo, en Arizona. Fini en 1950, ce motel constitué d'édicules en béton en forme de tipis est inscrit au Registre national des lieux historiques depuis le 2 mai 2002.